# ミュルクヴィズ
ミュルクヴィズ（古ノルド語: Myrkviðr、「暗い森」ないし「黒い森」の意）は、ゲルマン神話に登場する森の名前である。
この名前を語源とする地名がヨーロッパ各地に残っていることから、古代ヨーロッパの深い森を表す一般的な表現であったと考えられている。
後世につくられた英語形Mirkwood（闇の森）が、ウィリアム・モリスやJ・R・R・トールキンの創作によって知られる。

## 語源と用語法
古ノルド語のmyrkviðrは、myrk（暗い）とviðr（林、森）の2語から構成され、合わせて「暗い森」を意味する。ゲルマン祖語の語形として*merkʷjo-widuzが再建されている。
ゲルマン語派やスラヴ語派には「暗い森」ないしそれに類する表現が広く見られる。これらは総じて針葉樹林を意味するイディオムとなっており、落葉樹林を指す「光の森」と対比される。現在の地名としてはスウェーデンのコールモーデン、ドイツのシュヴァルツヴァルト、ウクライナのチョルネイ・レスなどの例があり、いずれも「黒い森」の意である。

## 典拠
神話上の地名としてのミュルクヴィズは、詩のエッダの『ロキの口論』『ヴォルンドの歌』『アトリの歌』『フンディング殺しのヘルギの歌その1』『フロズの歌』のほか、『古人伝集（Fornmanna sögur）』『フラート島本』『ヘルヴォルとヘイズレク王のサガ』『斑のアラのサガ（Ála flekks saga）』などのサガにも確認できる。実在の土地を指した例としては、11世紀の歴史家メルゼブルクのティートマルの著作にラテン語形Miriquiduiがみられる。
『ロキの口論』第42節では、ラグナロクの際にムスペルの子がその森を通ってくると述べられており、神話上はアースガルズとムスペルヘイムの間に広がる森を指している。
| Loci qvaþ: «Gvlli keypta leztv Gymis dottvr oc seldir þitt sva sverþ; enn er Mvspellz synir ríða Myrcviþ yfir, veizta þv þa, vesall! hve þv vegr.» | ロキ 「ギュミルの娘を 黄金で買い、 あんな風に剣をやって仕舞って。 ムスペルの子たちが、 ミュルクヴィズをこえて、やってきたら、 どうやって戦ったらいいか、わかるまい。みじめなやつだ」 |

また、ミュルクヴィズの語が具体的な土地を示しているような場合も、その所在は資料によって異なり、それぞれ以下のように比定されている。
1. エルツ山地（メルゼブルクのティートマル）[10]
2. ゴート族とフン族の居住地を分かつ森林地帯、マエオティア沼沢地（英語版）（『フロズの歌』[13]『ヘルヴォルとヘイズレク王のサガ』）
3. フン族とブルグント族の居住地を分かつ森林地帯（『ヌーディスク・ファミリアブーク（英語版）』）
4. スウェーデンのコールモーデン（『ある古き王のサガ断片（Sögubrot）』やフンディング殺しのヘルギの伝説など）
5. スウェーデンのウプサラ南部の森林地帯（現在のルンセン自然保護区周辺）（『スウェーデンの強王スティルビョルンの物語（英語版）』）
6. スカンディナヴィアのどこか（『ヴォルンドの歌』）

| Meyjar flugu sunnan myrkvið í gögnum, Alvitr unga, örlög drýgja; þær á sævarströnd settusk at hvílask drósir suðrænar, dýrt lín spunnu.[14] | 乙女たちが南から 暗い森にむかって飛んできた。 若いアルヴィトは 運命を定めに。 彼女らは池のほとりに、 腰をおろして休み、 南の乙女たちは 高価な亜麻を織った[15]。 |

## 解釈と受容
1888年に出版されたウィリアム・モリスの小説『ウォルフィング族の家の物語』の中に、英語化された語形mirkwoodが確認できる。J・R・R・トールキンも小説『ホビットの冒険』の中でこの語を用いており、日本語では「闇の森」として知られる。
トールキンは、古英語の語形としてmyrcwuduを想定した上で、近代英語形としてmirkwoodを採用した。彼は孫に宛てた手紙の中で、この語が自身の造語ではなく、「ゲルマン人の進出を阻んだ大森林地帯を指す原始ゲルマンの名称」であり「伝説的な要素の色濃い古い名前」であると述べている。語幹*merkw-については、古英語、古ザクセン語、古ノルド語およびごく初期の古高ドイツ語のみにみられるとし、派生した近代英語の語murkyでは「陰気な」「後ろめたい」などの意味のみが残っていることから、もともと「黒い」というよりは「暗い、陰鬱な」といった意味が強かったのだろうとした。
フランシス・ジェントリは、「北欧の伝承では、『黒い森を越える』という言い回しが、世界と世界の垣根、特に神々の国とスルトの住まう火の国との境界を超えることを意味するようになった」と述べている。